# Caloptilia crocostola
Caloptilia crocostola là một loài bướm đêm thuộc họ Gracillariidae. Nó được tìm thấy ở Queensland.